# Appeal to Reason
Appeal to Reason – piąty album amerykańskiego zespołu melodic hardcore Rise Against, wydany 2 października 2008.

## Lista utworów
1. „Collapse (Post-Amerika)” – 3:19
2. „Long Forgotten Sons” – 4:01
3. „Re-Education (Through Labor)” – 3:42
4. „The Dirt Whispered” – 3:09
5. „Kotov Syndrome” – 3:05
6. „From Heads Unworthy” – 3:42
7. „The Strength to Go On” – 3:27
8. „Audience of One” – 4:05
9. „Entertainment” – 3:34
10. „Hero of War” – 4:13
11. „Savior” – 4:02
12. „Hairline Fracture” – 4:02
13. „Whereabouts Unknown” – 4:02
14. „Historia Calamitatum” (utwór dodatkowy) – 3.23